# Лудешть (комуна)
Лудешть, Лудешті (рум. Ludești) — комуна у повіті Димбовіца в Румунії. До складу комуни входять такі села (дані про населення за 2002 рік):
- Лудешть (902 особи)
- Мілошарі (259 осіб)
- Поточелу (1062 особи)
- Скею-де-Жос (1200 осіб)
- Скею-де-Сус (1022 особи)
- Телешть (633 особи)

Комуна розташована на відстані 83 км на північний захід від Бухареста, 17 км на захід від Тирговіште, 128 км на північний схід від Крайови, 91 км на південь від Брашова.

## Населення
За даними перепису населення 2002 року у комуні проживали 5078 осіб.
Національний склад населення комуни:
| Національність   | Кількість осіб | Відсоток |
| ---------------- | -------------- | -------- |
| румуни           | 4559           | 89,8%    |
| цигани           | 514            | 10,1%    |
| угорці           | 2              | < 0,1%   |
| німці            | 1              | < 0,1%   |
| росіяни-липовани | 1              | < 0,1%   |
| болгари          | 1              | < 0,1%   |

Рідною мовою назвали:
| Мова      | Кількість осіб | Відсоток |
| --------- | -------------- | -------- |
| румунська | 5070           | 99,8%    |
| циганська | 6              | 0,1%     |
| угорська  | 1              | < 0,1%   |
| російська | 1              | < 0,1%   |

Склад населення комуни за віросповіданням:
| Релігія       | Кількість осіб | Відсоток |
| ------------- | -------------- | -------- |
| православні   | 4639           | 91,4%    |
| п'ятдесятники | 422            | 8,3%     |
| бретрени      | 15             | 0,3%     |
| реформати     | 2              | < 0,1%   |